# Albatros de Tristan da Cunha
 (19 août 2025).
Diomedea dabbenena
Pour les articles homonymes, voir Albatros et Tristan da Cunha.
Espèce
Statut de conservation UICN

 CR A4ade : 
En danger critique
L'Albatros de Tristan da Cunha (Diomedea dabbenena) est une espèce d'oiseaux de mer de la famille des Diomedeidae.

## Description
Longtemps considéré comme une sous-espèce de l'Albatros hurleur, Diomedea dabbenena est plus sombre que ce dernier. Même âgées, les femelles sont tachetées de brun et présentent un dessus des ailes entièrement sombre.

## Distribution et habitat

### Distribution
L'Albatros de Tristan da Cunha se reproduit exclusivement dans l'archipel Tristan da Cunha. Comme le Pétrel de Schlegel (Pterodroma incerta), il se reproduit essentiellement sur l'île Gough après avoir disparu de l'île Tristan da Cunha elle-même, bien que quelques individus y ont été vus en train de rechercher des sites de nidification en 1999,. On compte aussi 2 à 3 couples nicheurs chaque année sur l'île Inaccessible.
Hors de sa période de reproduction, il se disperse dans l'ouest de l'Atlantique sud en été, puis longe les côtes africaines vers le nord. Environ 15% de la population migre dans l'océan Indien et au sud de l'Australie.

### Habitat
L'archipel Tristan da Cunha, unique lieu de reproduction de l'espèce, est un petit archipel volcanique isolé dans l'Atlantique sud, à peu près à mi-chemin entre l'Amérique et l'Afrique, à la limite des quarantièmes rugissants. Il est constitué de trois îles principales éloignées de 20 à 30 km chacune, et de l'île Gough, à 380 km au sud-sud-est. Le climat y est tempéré, bien que plus froid, humide et venteux sur l'île Gough. La température moyenne y est de 12 °C, avec des extrêmes à −3 et 25 °C. Des fronts froids venant de l'est causent des pluies fréquentes et abondantes.
Les îles où se reproduit l'Albatros de Tristan da Cunha sont inhabitées, à l'exception d'une station météorologique sur l'île Gough. Le paysage de l'île Gough est montagneux, avec des vallons profonds et des tourbières à sphaignes en altitude, alimentées par les fortes pluies. La végétation typique y est constituée de fougères Blechnum palmiforme, de l'arbuste Phylica arborea et de hauts buissons de graminées, la Spartina arundinacea et la Poa flabellata. L'Albatros de Tristan da Cunha niche dans des terrains de type lande, suffisamment ouverts pour pouvoir décoller et atterrir,  à une altitude comprise entre 400 et 700 m et rarement à 300 m,,.

## Écologie et comportement

### Alimentation
L'Albatros de Tristan da Cunha se nourrit de proies capturées à la surface de l'eau, notamment des céphalopodes luminescents, ce qui laisse penser qu'il se nourrit souvent la nuit. Il se nourrit aussi de poissons et suit probablement les bateaux de pêche,. 

### Reproduction
L'Albatros de Tristan da Cunha se reproduit tous les deux ans. Les adultes arrivent dans leur colonie entre novembre et décembre, pondent un seul œuf en janvier, puis les petits prennent leur envol au mois de novembre suivant,,. Les jeunes reviennent pour la première fois dans leur colonie entre 3 et 7 ans, puis se reproduisent en moyenne à 10 ans (entre 4 et 20 ans pour les extrêmes),. Son aire de recherche de nourriture est très variable pendant sa période de reproduction.
Une génération dure 28,7 ans et l'âge maximum connu est de 38 ans,.

## Effectifs, menaces et conservation

### Suivi des effectifs
Selon les estimations de l'Union internationale pour la conservation de la nature (UICN) de 2018, il y a entre 5 200 et 7 300 Albatros de Tristan da Cunha au total. En 2010, le nombre d'individus matures est estimé entre 3 400 et 4 800, soit environ 1 250 à 1 750 couples reproducteurs chaque année,, contre 2 200 en 2004.
La population de l'île Gough aurait décliné de 28% en 46 ans, d'après une étude de 2014, avec un déclin annuel moyen de 3% de 2000 à 2011 et un déclin total de 50% entre 2001 et 2016,. Mais selon des données de BirdLife International, le déclin de l'espèce pourrait atteindre 80% à 100% de la population dans les trois générations à venir, soit 86 ans.

#### Disparition des îles Tristan da Cunha et Inaccessible
L'Albatros de Tristan da Cunha était anciennement assez commun dans les îles Tristan da Cunha et Inaccessible. Les premiers colons l'ont chassé pour sa viande, le faisant disparaître de Tristan da Cunha, puis les cochons féraux l'ont fait quasiment disparaître de l'île Inaccessible, ou seulement 1 ou 2 couples étaient connus au début des années 2000. La prédation par le Rat noir (Rattus rattus) a aussi pu jouer un rôle dans sa disparition.

### Menaces
Les captures accidentelles par des palangriers sont une menace majeure pour l'espèce, dont l'aire de répartition recoupe plusieurs zones de pêche dans l'Atlantique sud. Une étude de 2010 estime qu'environ 500 individus pourraient être tués chaque année.
Les espèces introduites invasives causent des dégâts importants sur l'île Gough et peuvent être des prédateurs des poussins, impactant le succès reproducteur de l'espèce. La Souris grise (Mus musculus) et le Rat noir (Rattus rattus) sont la principale menace dans l'archipel. La souris pourrait à elle seule causer un déclin de plus de 50% de la population sur l'île dans les trois générations à venir,. Elle s'attaque aux poussins, causant des blessures puis leur mort. D'autres espèces d'oiseaux en sont victimes, comme la Rowettie de Gough (Rowettia goughensis).
Sur l'île Gough, les tempêtes peuvent occasionnellement causer des glissements de terrain qui détruisent les nids et ensevelissent poussins et adultes, mais ce genre d'événements reste très rare. Le changement climatique pourrait avoir des conséquences négatives sur terre, en altérant la végétation et en favorisant l'invasion d'espèces ravageuses, et en mer, en modifiant les sources de nourriture dont l'Albatros de Tristan da Cunha est dépendant.

## Mesures de protection
Éradiquer les souris de l'île Gough est la principale mesure à mettre en place pour protéger l'espèce, mais les moyens humains manquent pour mener à bien des opérations de conservation. 
L'île Gough et l'île Inaccessible sont des réserves naturelles et forment un site inscrit au patrimoine mondiale de l'UNESCO.
Les rares visiteurs qui se rendent dans les îles de l'archipel doivent nettoyer leurs vêtements et leur équipement avec précaution. Ils ont l'interdiction d'apporter de la nourriture sur l'île Inaccessible. La cigarette est interdite pour éviter les risques d'incendie.

## Taxinomie
L'Albatros hurleur (Diomedea exulans) (Sibley and Monroe 1990, 1993) a été divisé en D. exulans, D. dabbenena et D. antipodensis à la suite des travaux de Brooke (2004). Auparavant, Diomedea dabbenena était donc la sous-espèce Diomedea exulans dabbenena.

#### Ouvrages généraux et guides d'identification
- Todd F.S. & Genevois F. (2006) Oiseaux & Mammifères antarctiques et des îles de l'océan austral. Kameleo, Paris, 144 p.

#### Articles spécialisés
- (en) Accord sur la conservation des albatros et des pétrels, « ACAP Species assessments: Tristan Albatross Diomedea dabbenena », 2009
- (en) Peter Ryan, « Important Bird Areas: Tristan da Cunha and Gough Island », British Birds, vol. 101,‎ novembre 2008, p. 586-606 (lire en ligne).